# Joachim Christoph Benckendorff
Joachim Christoph Benckendorff (* 25. Januar 1605 in Frankfurt (Oder), Kurfürstentum Brandenburg; † 11. April 1652 in Danzig, Polen-Litauen) war ein Jurist, kurfürstlich-brandenburgischer Rat und Diplomat.

## Leben
Der Vater Martin Benckendorf war Juraprofessor in Frankfurt (Oder), die Mutter Margaretha eine Tochter des brandenburgischen Kurprinzenerziehers Thomas Huebner und  Schwester des Rats Joachim Hübner.
Joachim Christoph Benckendorff immatrikulierte sich 1611 (1621?) an der Universität in Frankfurt (Oder) und 1625 in Königsberg, wo er 1629 zum Doktor der Jurisprudenz promovierte.
In jenem Jahr machte er eine längere Reise durch Siebenbürgen nach Konstantinopel, wo er unter anderem an Gesprächen mit dem Patriarchen Kyrill und mit den französischen, englischen und holländischen Gesandten teilnahm.
1645 reiste Benckendorff in geheimer Mission zum schwedischen Kanzler Axel Oxenstierna, um in einem der letzten Jahre des Dreißigjährigen Krieges über eine mögliche Heirat zwischen dem brandenburgischen Kurfürsten Friedrich Wilhelm und der schwedischen Königin Kristina verhandeln.
Seit 1646 war er brandenburgischer Resident in Danzig. Dort starb er auch.
Joachim Christoph Benckendorff war mit Maria, einer Tochter des Kaufmanns Heinrich von Durschelen und  Maria von Enden, seit 1646 verheiratet. Die beiden hatten die Kinder
- Ernst Gottlieb Benckendorff
- Joachim Friedrich (von) Benkendorf ( 1705), kurbrandenburgischer Geheimer Sekretär und Resident in Danzig
- Heinrich Siegfried Benckendorff
- Johann Christoph Benckendorff
- Martin Andreas van Benckendorff(1654–1724), Kommissar der Kleinen Bank in Haarlem in den Niederlanden